# Frans De Haes
François (dit "Frans") De Haes (28 juillet 1899 - 4 novembre 1923) est un haltérophile belge.
Pour échapper à l'occupation allemande lors de la Première Guerre mondiale, sa famille s'exile aux Pays-Bas, où il débute l'haltérophilie à l'âge de 17 ans. Il retourne à Anvers après la guerre et y remporte la médaille d'or des poids plumes (-60 kg) aux Jeux olympiques d'été de 1920. 
Alors qu'il se prépare pour les Jeux olympiques d'été de 1924, il meurt d'une grippe à l'âge de 24 ans.